# Ignacio Walker

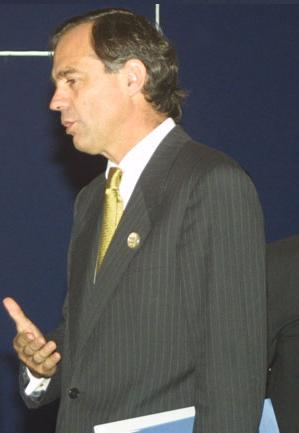
Ignacio Walker

Ignacio Walker Prieto (* 7. Januar 1956) ist ein chilenischer Politiker. Er war von Oktober 2004 bis März 2006 Außenminister seines Landes in der Regierung von Präsident Ricardo Lagos. In der Regierung von Michelle Bachelet wurde Alejandro Foxley sein Nachfolger auf diesem Posten.
Walker absolvierte 1980 die Universidad de Chile, dann wurde er in den USA promoviert. Später wurde er Professor an der Päpstlichen Katholischen Universität von Chile.